# Dom przy Rynku 22 w Mielcu
Dom przy Rynku 22 w Mielcu – budynek znajdujący się w północnej pierzei rynku. Jest wpisany do rejestru zabytków nieruchomych województwa podkarpackiego pod numerem A-1078 z 28.02.1983. Zbudowany został w 1875 roku. Jest to budynek piętrowy, murowany. Posiada mansardowy dach z blachy. Fasada budynku jest bogato zdobiona motywami roślinnymi.